# Landesbank Hessen-Thüringen

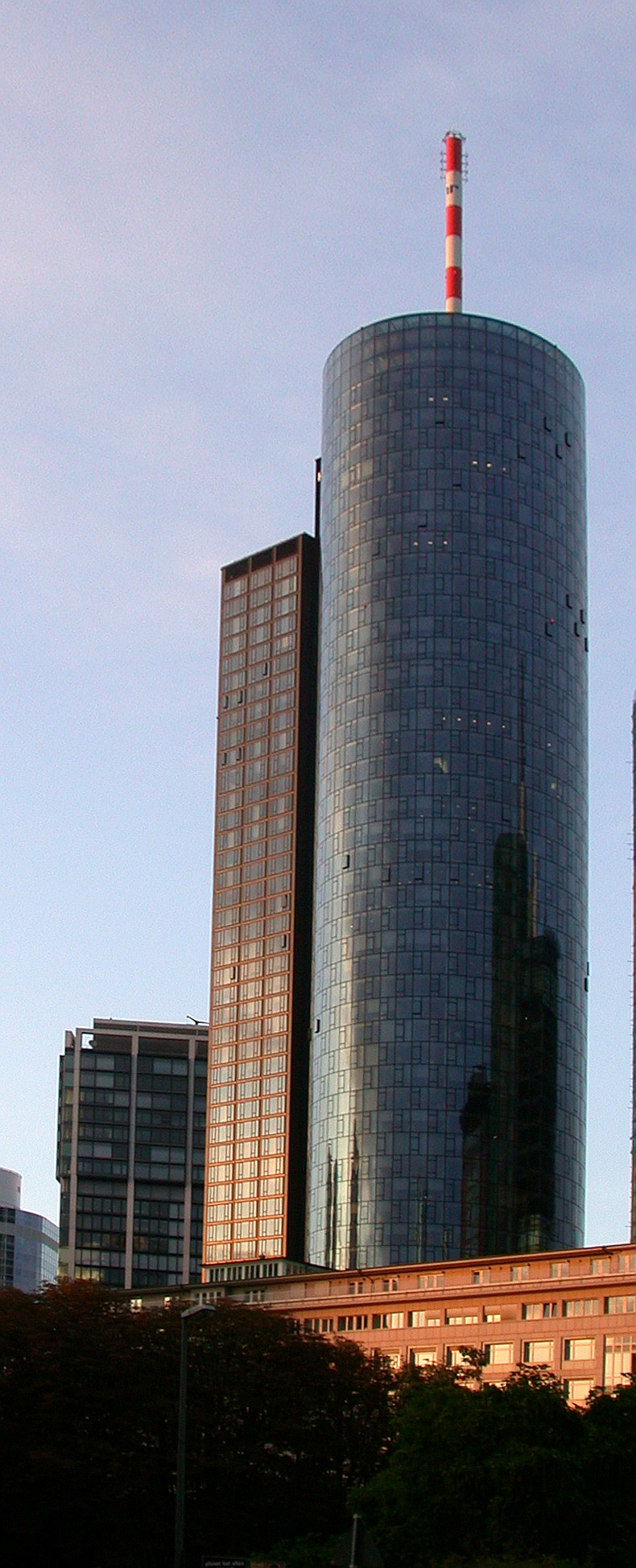
Der Main Tower ist der Sitz der Helaba in Frankfurt am Main

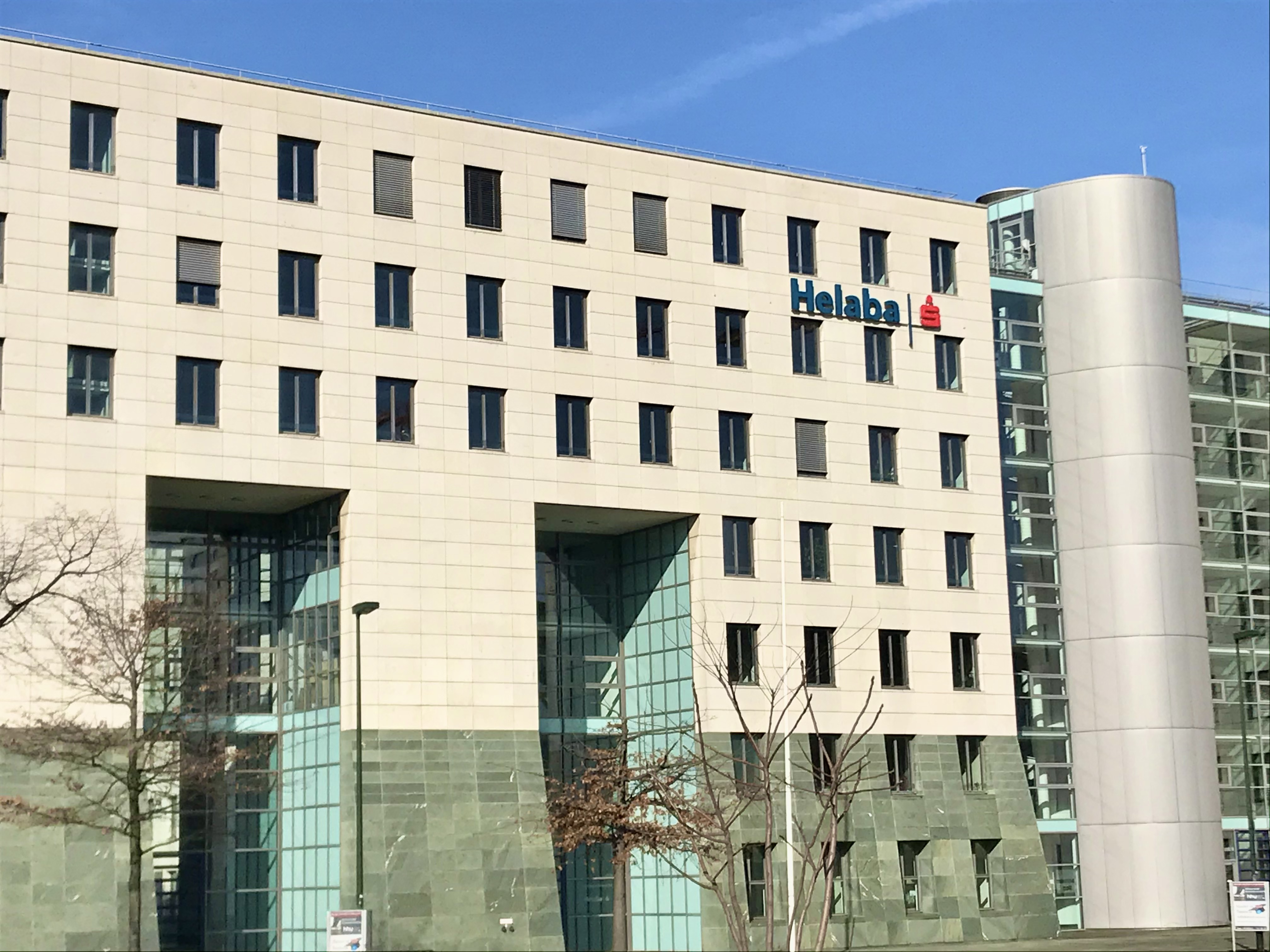
Helaba – Niederlassung Düsseldorf

Die Landesbank Hessen-Thüringen Girozentrale, kurz Helaba, ist eine staatliche Geschäftsbank mit Stammregionen Hessen und Thüringen sowie Ausrichtung auf das Großkundengeschäft. Sie ist außerdem Landesbank für die beiden Bundesländer, Kommunalbank für deren Kommunen und Verbundbank für die ansässigen Sparkassen (Sparkassen-Finanzgruppe). Zum Juli 2012 hat sie das Verbundbankgeschäft der ehemaligen WestLB für die Sparkassen in Nordrhein-Westfalen sowie in Brandenburg übernommen.
Mit rd. 6.000 Mitarbeitern gehört die Helaba zu den größeren deutschen Landesbanken. Die Helaba ist eine Anstalt des öffentlichen Rechts. Ihre beiden Hauptsitze sind Frankfurt am Main und Erfurt. Die Bank betreibt mit der Landeskreditkasse zu Kassel eine Niederlassung in Kassel und seit Juli 2012 eine in Düsseldorf. International ist sie mit Niederlassungen in London, New York, Paris und Stockholm sowie Repräsentanzen in Madrid, Moskau, São Paulo, Shanghai und Singapur vertreten. Die Frankfurter Sparkasse ist eine hundertprozentige Tochter der Helaba. Dazu gehören auch die Direktbank 1822direkt, die LBS Hessen-Thüringen und die WIBank. Letztere realisiert Förderprogramme des Landes Hessen. Zum Konzern gehören die Tochtergesellschaften Helaba Invest Kapitalanlagegesellschaft, die Frankfurter Bankgesellschaft (Schweiz) und die OFB-Gruppe, die in der Immobilienprojektentwicklung tätig ist. In 2018 wurde auch die Tochtergesellschaft „Helaba Digital“ gegründet, die es der Helaba ermöglicht, sich an Start-Ups und weiteren innovativen Unternehmen in Form von Corporate Venture Capital zu beteiligen.

## Geschichte
Am 1. Juni 1953 entstand die Hessische Landesbank Girozentrale aus dem Zusammenschluss der 1940 gegründeten Hessischen Landesbank Darmstadt Girozentrale, der 1840 gegründeten Nassauischen Landesbank Wiesbaden und der 1832 gegründeten Landeskreditkasse zu Kassel. In den 1970er Jahren brachte der Helaba-Skandal die Hessische Landesbank in erhebliche Bedrängnis.
Am 1. Juli 1992 wurde durch einen Staatsvertrag über eine gemeinsame Sparkassenorganisation zwischen Hessen und Thüringen die gemeinsame Landesbank geschaffen. Sie war damit die erste Landesbank über Ländergrenzen hinaus.
Im Jahr 2005 erwarb die Helaba die in finanzielle Schieflage geratene Frankfurter Sparkasse und stieg damit wieder verstärkt ins Privatkundengeschäft ein, das sie bereits bis 2003 über ihre Niederlassung Darmstadt sowie am Standort Kassel durch die Landeskreditkasse zu Kassel betrieben hatte.
Mit Wirkung zum 1. Juli 2012 übernahm die Helaba die von der WestLB herausgelöste Verbundbank (NRW-Sparkassen, mittelständischen Firmenkunden und Kommunen) sowie risikogewichtete Aktiva in Höhe von 8,3 Milliarden Euro. Die Verbundbank wurde mit einem Unternehmenswert von null Euro und einer Barkapitalerhöhung von 1 Milliarde Euro in die Helaba eingegliedert. Mit der Verbundbank wechselten 451 Mitarbeiter von der WestLB zur Helaba und arbeiten seit September 2013 in früheren Büroräumen der IKB Deutsche Industriebank am Standort Düsseldorf-Golzheim. Die Helaba unterhält in Düsseldorf damit die größte Niederlassung. Zukünftig betreut die Helaba in ihrer Funktion als Verbundbank 167 Sparkassen, davon 34 in Hessen, 16 in Thüringen, 106 in Nordrhein-Westfalen und 11 in Brandenburg.

## Geschäftsfelder
- Die Unternehmenssparte Großkundengeschäft beinhaltet Finanzdienstleistungen für Unternehmen, Banken sowie institutionellen Investoren.
- Zur Unternehmenssparte Privatkunden und Mittelstandsgeschäft zählen neben der Verbundbank die Landesbausparkasse Hessen-Thüringen, die Frankfurter Sparkasse mit der Direktbank 1822direkt sowie die Frankfurter Bankgesellschaft.
- Im öffentlichen Förder- und Infrastrukturgeschäft als dritter Unternehmenssparte nimmt die Helaba über die Wirtschafts- und Infrastrukturbank Hessen WIBank im Auftrag des Landes Hessen öffentliche Förderaufgaben wahr, insbesondere in den Bereichen Wohnungs- und Städtebau, Infrastruktur, Wirtschaft, Landwirtschaft und Umwelt.

## Beteiligungs- und Tochtergesellschaften
- Frankfurter Sparkasse
- 1822direkt
- Frankfurter Bankgesellschaft
- Helaba Invest
- GWH Wohnungsgesellschaft Hessen
- OFB Projektgesellschaft
- GGM Gesellschaft für Gebäude-Management
- HIB Helaba Gesellschaft für Immobilienbewertung
- Helaba Dublin
- Hannover Leasing (5,1 %) – bis 2016

## Organisationsstruktur
Die Helaba ist eine rechtsfähige Anstalt des öffentlichen Rechts. Die Organe der Bank sind die Trägerversammlung, der Verwaltungsrat und der Vorstand.

### Eigentümer und Träger

#### Nach der regulatorisch bedingten Neustrukturierung des Eigenkapitals (5.August 2024)
- Sparkassen- und Giroverband Hessen-Thüringen zu (50,000 %)
- Land Hessen (30,075 %)
- Rheinischer Sparkassen- und Giroverband (4,106 %)
- Sparkassenverband Westfalen-Lippe (4,106 %)
- Fides Beta, treuhänderisch für den Deutschen Sparkassen- und Giroverband (4,106 %)
- Fides Alpha (4,75 %), treuhänderisch für die regionalen Sparkassenverbände (4,106 %)
- Freistaat Thüringen (3,501 %)

#### Vor Übernahme des WestLB-Verbundgeschäfts
- Sparkassen- und Giroverband Hessen-Thüringen (85 %)
- Land Hessen (10 %)
- Freistaat Thüringen (5 %)

### Vorstand
Der Vorstand der Helaba besteht aus den Vorsitzenden Thomas Groß, Tamara Weiss, Frank Nickel, Hans-Dieter Kemler, Christian Rhino und Christian Schmid.

#### Frühere Vorstandsvorsitzende
- Herbert Lauffer (1953–1964)
- Wilhelm Conrad (1964–1971)
- Gustav Bothe (1971)
- Wilhelm Hankel (1971–1973)
- Leopold Bröker (1973–1975)
- Heinz Sippel (1975–1985)
- Herbert J. Kazmierzak (1985–1993)
- Karl Kauermann (1993–1995)
- Hermann-Adolf Kunisch (1995–1996)
- Walter Schäfer (1996–2001)
- Günther Merl (2001–2008)
- Hans-Dieter Brenner (2008–2015)
- Herbert Hans Grüntker (2015–2020)
- Detlef Hosemann (2008–2023)

## Hauptgebäude
Die Grundsteinlegung des Main Towers in Frankfurt fand im Oktober 1996 statt, drei Jahre später zog die Helaba ein. Mit 200 Metern ist er der vierthöchste Wolkenkratzer in Deutschland. Zuvor hatte die Bank ihren Sitz im angrenzenden Garden Tower.
Zweiter Sitz der Landesbank ist ein aus mehreren Gebäuden bestehender Bürokomplex aus den 1990er-Jahren im Südwesten der thüringischen Landeshauptstadt Erfurt im Stadtteil Brühlervorstadt auf dem Gelände der ehemaligen Gärtnereien von Ernst Benary.

## EU-Bankenstresstests
Im Juli 2011 teilte die Helaba bereits vor Präsentation der Ergebnisse des EU-Bankenstresstests mit, dass sie aufgrund von kurzfristig geänderten Regularien der CEBS durch den Stresstest gefallen sei. Die Europäische Bankenaufsichtsbehörde hat die Kapitaleinlage des Landes Hessen in Höhe von 1,92 Milliarden Euro nicht als „hartes Kernkapital“ gewertet. Dadurch entstand bei der Helaba eine Unterdeckung von 1,497 Milliarden Euro bei einer geforderten Mindestquote von 9 %, aus diesem Grund ist die Helaba in formeller Hinsicht durchgefallen. Aufgrund dieser Ereignisse untersagte die Helaba im Vorfeld eine Veröffentlichung der Ergebnisse.
Durch diese Schritte wollte die Helaba in der Öffentlichkeit einen zu großen Imageschaden und den Eindruck eines möglichen Kapitalengpasses vermeiden.